# GUITARHYTHM
『GUITARHYTHM』（ギタリズム）は、日本のミュージシャンである布袋寅泰のファースト・アルバムである。

## 背景
BOØWY解散後、半年の期間を経てリリースされたファースト・ソロ・アルバム。
バンド時代の音楽性とは大きく異なり、コンピュータを大胆に取り入れたデジタル・ロックといった趣を見せている。また「架空のサウンドトラック」をコンセプトに、それを意識した楽曲作りとアルバム構成が成されている。
「GUITARHYTHM」とは、"GUITAR（ギター）"と"RHYTHM（リズム）"を組み合わせた布袋による造語。また、アルバムのタイトルに冠したシリーズ・プロジェクトの総称を指す。ちなみにこの言葉には"イズム＝主義"という意味も含まれている。
先行シングルがなく全曲が新曲。また全曲英語詞であり、これは海外進出を意識して制作された為である。当時のインタビューでは、日本語と英語が混交した歌詞への違和感を口にし、また日本のリスナーに自身のボーカルがメインになることを望んでいない旨を述べており、総じて「音楽として聴いてほしい」とも語っている。
布袋は本作について「アーティストといって胸をはって生きてる以上は、作るものがアートじゃなきゃいけない」「曲にしたって、詩にしたって、ジャケットのアートワークにしたって、すべてをアートにしたいと思った」と語っており、アルバムの制作に関して芸術性が強く意識されていた。
作曲についてBOØWY解散直後のインタビューでは、基本的にBOØWY時代と変わらないと語っており、当初はBOØWY風の楽曲も制作していた。しかし当時の妻である山下久美子や当時のマネージャーからBOØWYとの類似性を指摘された他、バンド時代とは違う新たなスタイルを志したこと、土屋昌巳から「自分をコピーするようになったらお終い」とアドバイスされたことなどから「そういった楽曲は容赦なく切り捨てた」という。
各プレスからの評価は軒並み好評であったが、一部では「BOØWYで得た印税を使いたい放題に使って作った贅沢なアルバム」とも評され、「当時これにはそれなりにショックを受けた」と後年布袋は語っている。またイギリスでのプロモーションが成功しなかったこともあり、日本でのセールスは成功したものの、最終的な商業面は赤字であったとも述べている。
本作をリリースするに当たり、1988年6月に布袋は以下の一文を記している。
| 「 | 《GUITAR＋RHYTHM＝GUITARHYTHM》 そろそろ90年代ロックンロールの幕開けというべきロックンロールを提示しなくてはいけない時期が来た。 そもそもロックンロールに国境はなく、イギリス、アメリカ問わず、ビル・ヘイリー（元祖ロックンロール！）、リトル・リチャード、チャック・ベリー、ジーン・ビンセント、エディ・コクラン、ボ・ディドリー、エルヴィス・プレスリー、ビートルズ、ストーンズ～時代は流れてT.REX、ルー・リード、デヴィッド・ボウイ、イギー・ポップ～セックス・ピストルズ etc…… ジグジグ・スパトニクによる90年代へのアプローチは奇しくも失敗に終わったが、常に刺激を求めるビート・フリークたちの関心は、なまやさしいメロウなロックンロールでは満足できなくなっている。パンク・ムーヴメントの果たした役割ははかりしれないほど偉大なものだったが、大きく分けてビート派とメロディ派に極端に分かれすぎて、今やシークェンスの反復を利用した、ドナ・サマー（！？）が切り開いたディスコ・ミュージックとほとんど変わらないありさまだ。 ロックという言葉の持つ意味が個人の解釈に委ねられた今、逆にインパクトを持ち、国内のみならず海外にもアピールしうるロックンロールがこれから作っていく《GUITARHYTHM》の基本になっていく。 テーマは【スピード】【リフレイン】【メロディ】【コンピュータ】【パンク】の5つに集約されている。 わかりやすく言うとセックス・ピストルズのギタリストとジグ・ジグ・スパトニックのリズム隊をバックに、エディ・コクランがビートルズの歌を赤いスーツを着て歌うということだ。 （原文ママ） | 」 |

このメモは作品の方向性に悩んでいた時に、布袋が自身の事務所にアルバムの方向性を提示したものを、プロモーション用に事務所側が使用したもので、その後コンセプトは更に変化していった。

## 録音
『“LAST GIGS”』から2ヶ月を経た1988年6月13日にロンドンへと渡り、制作が開始された。
一部の楽曲でゲストミュージシャンを迎えてはいるが、基本的に布袋、プログラマーの藤井丈司、キーボーディストのホッピー神山の3人で制作されたアルバムである。
デジタル要素の強い作品であるものの、当時はまだコンピュータ媒体が発展途上だったこともあり、ギターとコンピュータの一発録りに近い形でレコーディングは進められた。またレコーディングではプロデューサーとアーティストの両方を目一杯やったとのことで、「レコードを1枚作る重みを味わいたいと思った。BOØWYの時はグループだから、僕には僕の役割があり、それをやるだけで良かった。今回は1枚のレコードを作ることに、それこそジャケットひとつのことまでも、ドップリ浸かってドップリ終わるというのが最初の目標だった」と語っている。
ビートルズが使用したことでも知られるロンドンのアビー・ロード・スタジオの第2スタジオにてレコーディングされた。海外レコーディングはホッピー神山の提案によるもので、アビー・ロード・スタジオの使用もビートルズファンのホッピーの意向であった。レコーディングを終え帰国後、東京で改めて聴き直すとイギリスと日本の電圧の違いによる差異に違和感を覚え１からやり直したくなったが、数日したら違和感は無くなったという。
ギターテイクはアンプを一切使用せず、当時ではまだ珍しかったライン録りの手法でレコーディングされた。さらにそのままの音ではなく、全ての音にノイズリダクションをはじめとした加工が成されている。

## リリース
1988年10月5日に東芝EMIのイーストワールドレーベルよりLPレコード、カセットテープ、コンパクトディスクの3形態でリリースされた。 
本作はイギリスでのリリース予定もあったが、先行シングルである12インチ「DANCING WITH THE MOONLIGHT」はリリース直後に廃盤となってしまった事から、アルバムリリースされる事はなかった。
翌年の1989年1月には、全曲を映像化したビデオがリリースされている（後述）。

## アートワーク
後に布袋作品を多数担当する永石勝が担当した。ジャケットワークを宇野亜喜良が手掛けている。
音楽雑誌「PATi-PATi ROCK'n'ROLL」1988年11月号(CBSソニー出版)に、布袋自ら1曲ごとにコピーとコンセプトを考案したビジュアルフォトが掲載された。
なおブックレットにて布袋が着用しているジャケットはヴィヴィアン・ウエストウッドが製作発表した当時の最新作である。

## ライブ
『GUITARHYTHM』の世界を具現化するものとして1988年10月26日に国立代々木競技場 第一体育館、11月15日に大阪城ホールにて初のソロコンサート『GUITARHYTHM LIVE』が行われた。『GUITARHYTHM LIVE』は、コンサートパンフレットと後述のミュージックビデオを含め、『GUITARHYTHM』のイメージを具体化する方法として重要なものとされていた。但し、コンサートパンフレットは製本ミスにより、コンサート当日には間に合わなかった。ツアーは本数を減らして完璧にやりたいとの理由で行われていない。また映像と音のアートとして、映像作品化することも想定されていたが、実現していない。
サポートメンバーには元BOØWYのベーシストである松井恒松、レコーディングにも参加したホッピー神山の他、土屋昌巳、池畑潤二、スティーヴ衛藤、藤井丈司が参加した。

### セットリスト[15]
1 LEGEND OF FUTURE
2 POWER
3 C'MON EVERYBODY
4 MATERIALS
5 CLIMB
6 STRANGE VOICE
7 WIND BLOWS INSIDE OF EYES
8 LILITH
9 WAITING FOR YOU
10 DANCING WITH THE MOONLIGHT
11 DANCE CRAZE ~ THAT'S THE WAY ~ PLAY THAT FUNKY MUSIC
12 GUITARHYTHM
13 A DAY IN AUTUMN
En 1.  GLORIOUS DAYS
En 2.  GUITARHYTHM（東京公演）
En 2.  A DAY IN AUTUMN（大阪公演）

布袋がコンサート前のインタビューで、ギグやライブではなくコンサートをやりたいと語っていた通り、見せ場の多い演出構成がなされていた。布袋によると、1988年に初のソロコンサートが大失敗に終わる初夢を見たという。缶が飛んでくる程なので、かなりロックっぽいコンサートだったとも回想としているが、実際のソロコンサートはロマンティックな内容だったと、複数の音楽ライターがレビューしている。
オープニングアクトはドイツ出身のテクノポップバンド"THE PLANETS"が務めた。メンバーのサージは布袋の友人であり、当アルバムのレコーディングにも参加した。
コンサートは「LEGEND OF FUTURE」とともに、砂漠を彷徨う布袋モデルのギターを抱えたバラが、陽炎の先に見つけたワインを飲み干し、生気を取り戻すというアニメーション映像が流れた後、アルバム未収録の「POWER」で開幕。「C'MON EVERYBODY」以下アルバム収録のナンバーが続いた後、7曲目の「WIND BLOWS INSIDE OF EYES」では白虎社のパフォーマンスが曲のイメージを盛り上げた。続く8曲目の「LILITH」は、ゲストの山下久美子の作品で、山下自身が歌っている。
10曲目、「DANCING WITH THE MOONLIGHT」ではギターを持たず、ボーカルのみのパフォーマンス。「BEAT SWEET」、「MARIONETTE」、「BAD FEELING」とBOØWY時代のナンバーをギターでイントロのみ奏でた後、「DANCE CRAZE」では曲中にKC&ザ・サンシャイン・バンドの「THAT'S THE WAY（en）」を挟む構成で披露された。12曲目はアルバムのタイトルナンバー。曲後半には布袋と土屋のギターバトルがあり、本コンサートのハイライトとなった。「A DAY IN AUTUMN」で本編は終了。東京公演では布袋のギターソロから、大阪公演では布袋のピアノソロからバンド演奏へと展開していった。
アンコール1曲目「GLORIOUS DAYS」は東京・大阪とも同じながら、2曲目は東京公演はピアノ（キーボード）演奏の「GUITARHYTHM」で終了し、大阪公演では「A DAY IN AUTUMN」のピアノソロでコンサートの幕を引いている。
代々木でのライブは無事に終了したものの、大阪公演で失態を犯したことを布袋は自伝に記している。ライブ前夜、バンドメンバーが呑みに繰り出す際「（ボーカリストで喉のコンディションがあるから）布袋は誘わない方がいいだろう」と気遣いを受ける。しかし布袋はこれに対して孤独感に苛まれ、初のボーカルへのプレッシャーも相まったことで朝まで深酒をした結果、立っていられないほどの二日酔い状態で会場入りすることとなり、まともなリハーサルも出来なかったという事態となった。ライブ自体は無事に終了したが、終演後の楽屋は重苦しい雰囲気に包まれていたという。松井は布袋への配慮が失敗だったことや、リハーサルにならなかった一方で「それでもステージでは堂々とやりきっていたんだから、さすがだなと思った」と自伝にて述べている。

### ライブ映像
現在まで単独のライブビデオとしての商品化はされていない。当時テレビ朝日系の音楽番組「HITS」で数曲がオンエアされた他、後にアルバム『GUITARHYTHM II』のアナログ版に数曲が収録された。ライブ映像が『HOTEI LIVE JUKEBOX』、『GUITARHYTHM BOX』それぞれに数曲ずつ収録されており、2012年に限定リリースされた『MEMORIAL SUPER BOX』にもライブの模様が一部収録されている。
- 音楽番組「HITS」放送曲
  - 「POWER」
  - 「C'MON EVERYBODY」
  - 「MATERIALS」
  - 「GUITARHYTHM」
  - 「A DAY IN AUTUMN」（後半5:20秒ほどのみ放送）
- 『HOTEI LIVE JUKEBOX』
  - 「POWER」
  - 「C'MON EVERYBODY」

- 『GUITARHYTHM BOX』Disc7：GUITARHYTHM PREMIUM LIVE DVD
  - 「POWER」
  - 「MATERIALS」
  - 「A DAY IN AUTUMN」
- 『8 BEATのシルエット』初回限定特典DVD
  - 「POWER」
  - 「C’MON EVERYBODY」
  - 「MATERIALS」
  - 「A DAY IN AUTUMN」

## エピソード
- 本作をアビーロード・スタジオにてレコーディング中、英国王室より「チャリティー企画の為、7月13日にスタジオを貸してほしい」という依頼を受け、布袋はこれを承諾する。王室側の厚意により、1988年7月13日当日、布袋はアン王女と接見している[2]。
- 1989年放送の東京放送系学園ドラマ「はいすくーる落書」の第4話で、本作を爆音で流しているシーンがあった。

## 収録曲
| #         | タイトル                       | 作詞                          | 作曲                             | 編曲                             | 時間  |
| --------- | ------------------------------ | ----------------------------- | -------------------------------- | -------------------------------- | ----- |
| 1.        | 「LEGEND OF FUTURE」           |                               | Geoffrey Westley                 | Geoffrey Westley                 | 1:19  |
| 2.        | 「C'MON EVERYBODY」            | Eddie Cochran・Jerry Capehart | Eddie Cochran・Jerry Capehart    | 布袋寅泰                         | 3:01  |
| 3.        | 「GLORIOUS DAYS」              | ハービー山口・Lenny Zakatek   | 布袋寅泰                         | 布袋寅泰                         | 3:31  |
| 4.        | 「MATERIALS」                  | ハービー山口・Lenny Zakatek   | 布袋寅泰                         | 布袋寅泰                         | 3:23  |
| 5.        | 「DANCING WITH THE MOONLIGHT」 | ハービー山口・Lenny Zakatek   | 布袋寅泰                         | 布袋寅泰                         | 5:18  |
| 6.        | 「WIND BLOWS INSIDE OF EYES」  | 布袋寅泰                      | 布袋寅泰・ホッピー神山・藤井丈司 | 布袋寅泰・ホッピー神山・藤井丈司 | 4:54  |
| 7.        | 「WAITING FOR YOU」            | ハービー山口、Lenny Zakatek   | 布袋寅泰                         | 布袋寅泰                         | 3:32  |
| 8.        | 「STRANGE VOICE」              | ハービー山口・Lenny Zakatek   | 布袋寅泰                         | 布袋寅泰                         | 3:53  |
| 9.        | 「CLIMB」                      | ハービー山口・Lenny Zakatek   | 布袋寅泰                         | 布袋寅泰                         | 4:01  |
| 10.       | 「GUITARHYTHM」                | ハービー山口・Lenny Zakatek   | 布袋寅泰                         | 布袋寅泰                         | 5:24  |
| 11.       | 「A DAY IN AUTUMN」            | ハービー山口                  | 布袋寅泰・Geoffrey Westley       | Geoffrey Westley                 | 7:21  |
| 合計時間: | 合計時間:                      | 合計時間:                     | 合計時間:                        | 合計時間:                        | 45:47 |

### A面
1. LEGEND OF FUTURE
当楽曲とトラック11の「A DAY IN AUTUMN」は「映画のサントラのように、夢の入口と出口って感じにしたかった」とのこと[24]。オーケストラ曲をアルバムに収録したのは、ロマンティスト布袋としては入れないと気が済まなかったから、とも語っている[25]。
布袋から作曲者のジェフリー・ウェストリーへは「最初はヴァイオリンから入って」という依頼があった。
他の楽曲をすべて録り終えた後、「A DAY IN AUTUMN」と共に最後にレコーディングされた[26]。
2. C'MON EVERYBODY
エディ・コクランの同曲のカバー。デモテープはこの楽曲から作成された。
『I』は当時布袋が愛聴していたジグ・ジグ・スパトニックの影響を受けている作品だが、この曲は特にその影響が強い、としている[26]。
アウトロの声は「C'MON EVERYBODY」を逆再生したものである。
ライブの定番曲であり、現在までほとんどのツアーやライブにて演奏されている。
テレビ番組『夢で逢えたら』内のコーナー「バッハスタジオII〜ホコ天キングへの道〜」のテーマ曲として使用された。
ハイヒールの出囃子としても長年使用されている[27]。
3. GLORIOUS DAYS
歌詞は作詞者ハービー山口の実体験が基になっている[28]。
前曲から途切れることなく当曲が始まるが、デジタルリマスタリング盤（BOX版含む）はオリジナル盤の曲の開始位置から6秒ほど遅い位置が曲の開始位置となっている。
4. MATERIALS
BOØWY時代からライブの冠スポンサー、ジャンポール・ゴルチェの衣装提携も担当したオンワード樫山のCFソングとして使用され、アルバムリリース前よりテレビ上にて放映されていた。
「曲調としては昔のレインボーの「銀嶺の覇者」っていう感じ」とのこと[24]。
レコーディングではヘヴィメタル用のギターを使用したと語っている[29]。またホッピー神山のアイデアでベースラインを変更し、ドイツ風の仕上がりにしたとの事。
イギリスのミュージシャンに無断でサンプリングされたことがある。パーティーの席で、相手が作曲者本人とも知らず布袋にそのことを話す当人に「それ、俺の曲なんだけど…」と返すと、その場は一瞬にして大爆笑となったというエピソードがある[30]。
映画「鉄男II BODY HAMMER」エンディングテーマ。
5. DANCING WITH THE MOONLIGHT
EMI-UKより、7インチ・12インチのアナログ盤でイギリスでシングルとしてリリースされた。本作と7インチ版、12インチ版ではそれぞれバージョンが異なる。
6. WIND BLOWS INSIDE OF EYES
悪夢を歌った楽曲。
藤井丈司、ホッピー神山と共に3人で1曲作ろうとなり、ロンドンでスタジオに入った後に作曲された。リズム、キーボードはホッピー、ギターとメロディは布袋が制作。布袋によると、7割方ホッピーが制作した作品としている[31]。
サビ以外の歌詞はドイツ語でポエトリー・リーディングの構成になっている。ドイツ語部分の朗読は、布袋の友人で『GUITARHYTHM LIVE』のオープニング・アクトも務めたPLANETSのサージが担当。
楽曲の歌詞は、布袋の書いた日本語詞を本作のエンジニアであるマイケル・ツィマリングの妻がドイツ語に訳したもの。

### B面
1. WAITING FOR YOU
本人曰く、「この曲と『CLIMB』は、自分の気持ちをロックを聴き始めた頃に戻して作った」との事[24]。
テレビ番組『夢で逢えたら』内のコーナー「バッハスタジオII〜ホコ天キングへの道〜」のゲスト登場曲として、この曲のアウトロが使用された。
2. STRANGE VOICE
レコーディングではメインギターであるTE-HTではなく、アーム付きのストラトキャスターを使用している。
3. CLIMB
4. GUITARHYTHM
タイトルチューン。後のアルバムでもアレンジされ、様々なバージョンで使用されている。
Bメロの歌詞は、ランディー・ローズがステージでチョーキングサウンドを轟かせているという光景を、作詞者ハービー山口が目の当たりにした時のことが題材となっている。
前述の「PATi-PATi ROCK'nROLL」1988年11月号のビジュアルフォトでは「ギターが好きです」というコピーがつけられている。
アルバム『ALL TIME SUPER GUEST』に今井寿、永井聖一、雅-MIYAVI-と共演した新録バーションが収録されている。
5. A DAY IN AUTUMN
デモはアビー・ロード・スタジオの第2スタジオにある、かつてジョン・レノンやポール・マッカートニーも使用したピアノで作成された[32]。
布袋からジェフリー・ウェストリーへ対して「ディズニー映画のオーバーチュアーみたいなものを作ってくれないか」という依頼があった[33][2]。
当初は8分ほどの楽曲であったが、ラストに8分は長いということでこのバージョンになっている[32]。
曲から先に組み立てていく方法しか取らなかった布袋が、歌詞に曲をつけた数少ない曲の一つ[33][2]。
布袋は本曲について、バラードとして解釈してほしくないと語っている[11]。

## スタッフ・クレジット

### 参加ミュージシャン
- 布袋寅泰 - ギター、ボーカル
- 藤井丈司 - キーボードプログラミング
- ホッピー神山 - キーボード

- CAROL LESLEY-GREEN - オペラボイス（6,8曲目）
- JACQUELINE ROBINSON - バッキングボーカル（5,7,10曲目）
- DIANA WRIGHT - バッキングボーカル（5,7,10曲目）
- LENNY ZAKATEK - バッキングボーカル（10曲目）
- SERGE of "THE PLANETS" - バッキングボーカル（6曲目）
- PANDIT DINESH - パーカッション（5,6曲目）
- 原田“クマ”時芳 - ベース（2,5,10曲目）
- GUITARHYTHM PHILHARMONIC - オーケストラ（1,11曲目）
  - GEOFFREY WESTLEY - ストリングスアレンジ、指揮者
  - GAVYN WRIGHT - リーダー

### スタッフ
- 布袋寅泰 - プロデューサー（6曲目のみホッピー神山との共同プロデュース）
- ホッピー神山 - プロデューサー（6曲目のみ）
- マイケル・ツィマリング - レコーディング・エンジニア（1,11曲目以外）、ミキシング・エンジニア（1曲目以外）、マスタリング・エンジニア
- JOHN KURLANDER - レコーディング・エンジニア （1,11曲目のみ）
- GEOFFREY WESTLEY - （1,11曲目のみ）
- DARREN GODWIN - アシスタント・エンジニア
- STEVE ROLKE (ABBEY ROAD) - ダイレクトメタルマスターカッティング
- 子安次郎 - A&Rディレクター
- 広瀬哲（東芝EMI） - A&Rディレクター
- 関口みつのぶ (TOY BOX・YUI MUSIC) - アシスタント・ディレクター
- 糟谷銑司 (IRc2) - マネージメント、エグゼクティブ・プロデューサー
- 原田クマ - マネージメント
- KAZUMI TAKAHASHI (IRc2) - マネージメント
- YVONNE BRODCHARD (IRc2) - マネージメント
- 永石勝 - アート・ディレクション、フラワー・コーディネーション
- 園木和彦 - 写真撮影
- 宇野亜喜良 - カバー・ペインティング
- ZEMPAKU SUZUKI (B.B.I. STUDIO) - デザイン
- AKIHIKO ASAI (EAT) - ヘアー・メイク
- 菊地正典（ガイナックス） - レーベル・イラストレーション
- 黒野しのぶ - スタイリスト
- 石坂敬一（東芝EMI） - エグゼクティブ・プロデューサー

## リリース履歴
| No. | 日付           | レーベル                               | 規格     | 規格品番                      | 最高順位 | 備考 |
| --- | -------------- | -------------------------------------- | -------- | ----------------------------- | -------- | --- |
| 1   | 1988年10月5日  | 東芝EMI／イーストワールド              | LP CT CD | RT28-5305 ZT28-5305 CT32-5305 | 2位      | |
| 2   | 2000年12月13日 | 東芝EMI／アストロノーツスター          | CD       | AJCH-30001                    | -        | デジタルリマスタリング盤                                                                                 |
| 3   | 2008年12月24日 | EMIミュージック・ジャパン／ヴァージン  | SHM-CD   | TOCT-95001                    | 52位     | 2000年デジタルリマスタリング盤、紙ジャケット仕様、『GUITARHYTHM BOX』でのリリース。 歌詞の和訳が未掲載。 |
| 4   | 2014年12月10日 | ユニバーサル・ミュージック／ヴァージン | SHM-CD   | UPCY-6954                     | -        | 2000年デジタルリマスタリング盤                                                                           |

## ミュージック・ビデオ
1989年1月11日、VHSビデオにて同タイトルの映像作品がリリースされた。内容は本アルバムの全楽曲を映像化したもので、音源もほぼそのまま収録。監督は永石勝。カバーアートはGUITARHYTHM LIVEでも着用したサイバーパンク風衣装の写真。
多くの楽曲で、アニメーションが導入されている。アニメ制作はBOØWY時代の「Marionette」のミュージック・ビデオに続き、ガイナックスが担当。アニメパートの監督は前田真宏で、アニメーターには摩砂雪も名を連ねる。
一部楽曲ではアナグリフによる立体視が導入され、パッケージには赤と青のカラーフィルタ付き眼鏡が同梱されているほか、映像の冒頭にアナグリフ用の色調整パターンを表示。また全編で擬似的な立体音響「Bio・Phonics」が導入され、同じく冒頭に聴き方の説明映像が流れる。
同年2月22日にはレーザーディスク版が発売。2001年6月20日、DVD版発売。2020年10月5日、立体視映像の「WAITING FOR YOU」「STRANGE VOICE」を除く全楽曲が、布袋のYouTube公式チャンネルにて無料公開された。

### 解説
冒頭に、舞台の幕が上がるアニメーションと、オーケストラの練習のような音が流れる。
1. LEGEND OF FUTURE
アニメーション。登場する「布袋シグネイチャモデルのギターを抱えた赤い薔薇」は、他の映像にも現れるほか、2016年に行われたライブ「〜GUITARHYTHM伝説 '88〜ソロデビュー再現GIGS」のグッズや映像版パッケージに用いられている。
2. C'MON EVERYBODY
アニメーションと実写の合成。布袋はアルバムのカバーアートにも使われた、ヴィヴィアン・ウエストウッドのジャケットを着用。
アウトロでは次曲とのブリッジに合わせ、布袋が歩き去り、扉が閉まる映像が挟まれる。
3. GLORIOUS DAYS
実写。バックで演奏するメンバーはGUITARHYTHM LIVEと同じ。
4. MATERIALS
クレイアニメ。浦島太郎のようなストーリー仕立て。
5. DANCING WITH THE MOONLIGHT
アニメーションと実写の合成。布袋はGUITARHYTHM LIVEでも着用した赤いスーツ姿。
6. WIND BLOWS INSIDE OF EYES
実写。芦ノ湖など自然の風景が淡々と映し出される。
終盤は布袋が部屋の片隅でギターを爪弾く映像に変わり、そのギタープレイ（アルバム未収録）が流れる。
7. WAITING FOR YOU
アナグリフ立体視の実写。ステージセットやバックで演奏するメンバーは「GLORIOUS DAYS」と同じ。
8. STRANGE VOICE
アナグリフ立体視の実写。ステージセットやバックで演奏するメンバーは「GLORIOUS DAYS」と同じ。
9. CLIMB
実写。布袋の周囲を100台の固定カメラで取り囲み、スイッチングのみで映像を切り替える手法で撮影された。
10. GUITARHYTHM
CGと実写の合成。布袋はカバーアートのサイバーパンク風衣装を着用。
11. A DAY IN AUTUMN
アニメーション。歌詞にある「old lady」が、萎れかけた薔薇で描かれる。

最後に「GUITARHYTHM」のピアノ・バージョン（アルバム未収録）と共にエンドロールが流れ、舞台が閉幕するアニメーションで終わる。